# Сенько, Вениамин Иванович
Вениамин Иванович Сенько (бел. Веньямін Іванавіч Сянько; 29 сентября 1946, Скидель, Гродненская область — 27 марта 2020, Гомель) — советский и белорусский специалист в области транспортного машиностроения и эффективного функционирования транспортных систем. Доктор технических наук, профессор. Заслуженный работник образования Республики Беларусь (2003). Почётный гражданин города Гомеля (2012).

## Биография
Родился 29 сентября 1946 года в городе Скидель, Гродненская область. В 1969 году окончил механический факультет Белорусского института инженеров железнодорожного транспорта. В 1973 году защитил диссертацию на соискание ученой степени кандидата технических наук «Исследование вопроса распределения мощности вагоноремонтной базы по железным дорогам сети».
Работал инженером НИСа, старшим сотрудником, преподавателем, доцентом кафедры «Вагоны и вагонное хозяйство». В ноябре 1988 года был назначен деканом механического факультета, который сам окончил в 1969 году. На мехфаке проработал до января 2001 года. В 1990 году защитил докторскую диссертацию «Обоснование долговременных тенденций функционирования и развития базы деповского ремонта грузовых вагонов», а в 1992 году Вениамину Ивановичу присвоено ученое звание профессора. После работы на мехфаке Вениамин создал и возглавил отраслевую НИЛ «Технические и технологические оценки ресурса единиц подвижного состава».
Руководил проектом по созданию испытательного центра железнодорожного транспорта «Секо». Научно-технический проект «Белорусский пассажирский вагон» под авторством Вениамина Ивановича стал лауреатом Всероссийского выставочного центра.
На протяжении последних 25 лет своей жизни являлся народным заседателем Верховного Суда Республики Беларусь. В 2003 году избирался депутатом Гомельского областного Совета депутатов.
Умер 27 марта 2020 года в Гомеле.

## Труды
Опубликовал более 400 научных работ, среди которых 6 монографий, 15 учебников и учебных пособий, 45 патентов на изобретения.
Научные работы по развитию систем технического обслуживания и ремонта подвижного железнодорожного состава, теории и практике оценки остаточного ресурса транспортной техники. Автор монографий «Экономико-математические методы и модели в планировании вагонного хозяйства» (2001), «Совершенствование организации технического обслуживания и текущего ремонта грузовых вагонов» (2002) и другие.

## Награды и звания
- Знак «Почётный железнодорожник»
- Знак «За отличные успехи в работе»
- Различные грамоты и благодарности[3]
- Почётный гражданин г. Гомеля (2012, Гомель)
- Имя занесено на городскую Доску почёта (Гомель)